# Rév (település)

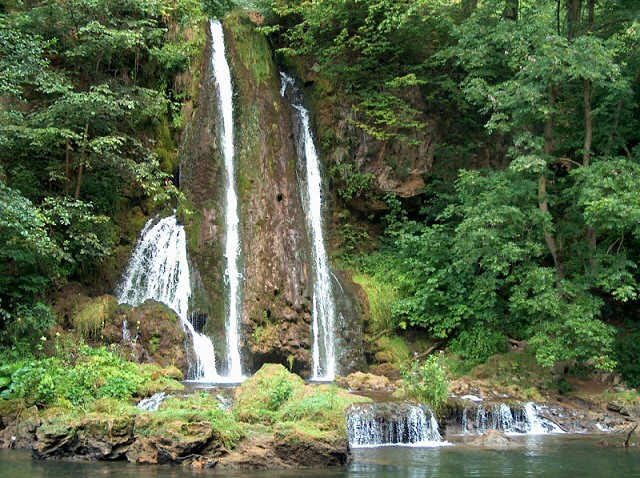
A vízesés Révnél

Rév (románul Vadu Crișului, korábban Vad) falu Romániában, Bihar megyében. Községközpont Nagyvárad és Kolozsvár között, Nagyváradtól 51 km-re. A település 280–370 m-es tengerszint feletti magasságon, a Király-erdő mészkőtömbjeinek lábainál fekszik.

## Nevének eredete
Neve a Sebes-Körösön itt átvezető révvel kapcsolatos. A román név a magyar név fordítása (román vad = ’rév’, tkp. „Körösrév”).

## Története
Első említését 1256-ból, egy birtokviszály kapcsán ismerjük, eredeti elnevezése Portus Crisy volt, egykor Révelő néven is említették.
Mivel az erdélyi fennsíkot magas hegyek, sziklák övezik, a Sebes-Körös révi völgye volt az egyetlen könnyen járható kapu Erdély és az Alföld között. Tutajokon szállították az árut (főleg sót) Nagyvárad és Pest-Buda felé, hogy aztán a kereskedők eladják vagy másra cseréljék. A hosszú út mentén vámszedőközpontok épültek, egyikük éppen a Révi-szorosban. A tutajok a ma Tündérvárnak nevezett részen kötöttek ki – amely lényegében a sziklafalba épült erős torony –, míg a vámot rendezték. 1773-ban az összeírás szerint még magyarok laktak itt túlsúlyban, ma a község lakosságának 19,8%-a vallja magát magyarnak.
1257-ben Pál országbíró, majd Kopasz nádor birtoka, és Sólyomkő vára tartozéka volt. 1316-ban koronabirtok, majd Zsigmond király losonczi Bánffy Istvánnak adományozta. 1425-ben a szántai Laczkfi család kapta birtokul. 1520-ban a vámszedő helyek között tüntették fel. Az 1500-as évek második felében a Telegdiek, az 1800-as évek elején gróf Zichy Domokos birtoka volt. Az 1900-as évek elején a Zichy, Juricskay és a gróf Batthyány családok, valamint az 1. számú káptalan birtoka volt.

## Látnivalók
- Zichy Ödön-cseppkőbarlang: A cseppkőbarlangot 1903-ban Handl Károly vasúti felügyelő fedezte fel. 1905-ben avatták fel, majd a környék birtokosáról, Zichy Ödönről nevezték el, aki itt a Sebes-Körös felett egy hidat, és a barlang közelében egy vasúti megállót is építtetett, hogy a cseppkőbarlang a látogatók által jobban megközelíthető legyen.
- Révi-vízesés
- Fazekasság: A révi fazekasság kialakulását valószínűleg a környék gazdag agyagtelepei segítették elő, melyeknek jellegzetes fehér agyaga állítólag Európa területén csak itt található meg. Az itteni fazekasságról az első írásos adatok a 18. századból valók. 1712-ben még csak kettő, 1717-ben pedig már hat jobbágycsaládról van adat, akik e mesterséget űzték. A révi fazekasok edényei eleinte fekete-fehér színezésűek voltak, de mostanra már mázas edényeket is készítenek. Az itteni fazekasok főleg használati tárgyakat készítenek, mint például a tejes csupor, káposztás fazék, korsó, szilke, szűrő és más használati tárgyak. A régmúlt időkben Körösrév lakosainak fele foglalkozott fazekassággal, a kézművességet generációkon át adták tovább. A Halász család és Szolga Julianna ma az utolsók, akik a régi mesterséget még gyakorolják. A fehéragyag megmunkálásával foglalkozó faluközpont híre eljutott az egykori diktátor fülébe is, aki embernagyságú agyagedényeket rendelt a Cotroceni-palota részére.

## Híres emberek
- Itt született Jakab Dezső (építész) 1864-ben.
- Itt élt 1909 és 1922 között Márton Gabriella újságírónő.